# Élections municipales de 1983 à Madrid
Les élections municipales espagnoles ont eu lieu le 8 mai 1983 à Madrid.